# Назири, Эльхад Закир оглы
Эльхад Закир оглы Назири (азерб. Elxad Nəziri; 29 декабря 1992, Баку, Азербайджан) — азербайджанский футболист и тренер. Выступал за сборную Азербайджана.

## Карьера
Эльхад родился в столице Азербайджана — Баку. В юности занимался в молодёжных командах столичных «Нефтчи» и «Карабаха». На взрослом уровне начал выступать в сезоне 2011/12 во втором дивизионе Азербайджана за «Локомотив» (Баладжары).
Осенью 2012 года выступал в чемпионате Молдавии за «Милсами», провёл 6 матчей. В начале 2013 года игрок перешёл в румынский «Петролул» и сыграл два матча в чемпионате Румынии.
Затем несколько лет числился в клубах высшего дивизиона Азербайджана, но на поле не выходил. Провёл несколько матчей во втором дивизионе за клубы «Нефтчала», «Бакылы» и «Ряван». Весной 2016 года играл во втором дивизионе Румынии за «Металул» (Решица).
Единственный матч в составе национальной сборной Азербайджана сыграл 11 ноября 2012 года в Белфасте во время отборочного матча чемпионата мира 2014 года со сборной Северной Ирландии.